# Bernard Martin (ambientalista)
Bernard Martin es un pescador y ecologista canadiense. Ha ganado el Premio Medioambiental Goldman en 1999.

## Biografía
Martin nació y se crio en una familia de pescadores en Petty Harbor, Terranova y Labrador. Continúa con las prácticas tradicionales de pesca de bacalao de su familia como pescador de cuarta generación.

## Moratoria de pesca del bacalao

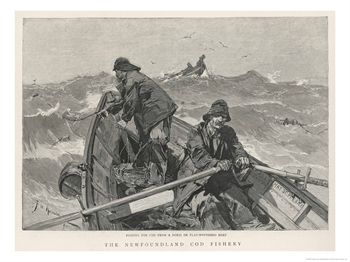
Pesca de bacalao en los bancos de Terranova.

La pesca del bacalao fue una forma de vida en Terranova durante siglos, pero después de la Segunda Guerra Mundial, la sobrepesca comercial y los factores ambientales comenzaron a cobrar un gran precio, con poblaciones en fuerte declive. Martin y otros pescadores costeros notaron la disminución de sus capturas y alertaron a los funcionarios del gobierno sobre la situación. Esperaban que la reducción preventiva de las cuotas de bacalao pudiera frenar la disminución. Fueron tan lejos como para crear una zona de pesca protegida alrededor de Petty Harbour/Maddox Cove y formaron una cooperativa de pescadores en 1983 para tomar el control de la industria local. Sin embargo, las pesquerías de alta mar a gran escala, tardaron mucho más en reconocer la desaceleración y continuaron pescando, lo que finalmente condujo al colapso de la industria. Los equipos de pesca modernos, como las redes de enmalle de fondo de monofilamento, son particularmente duros para los ecosistemas marinos. Martin y otros continuaron advirtiendo a los funcionarios del gobierno que esto no era sostenible.
En 1992, el gobierno canadiense prohibió la pesca comercial de bacalao con la esperanza de que aumentaran las poblaciones de peces. Después de la moratoria sobre la pesca comercial, Martin comentó que muchos todavía complementaban sus dietas a través de la pesca recreativa, pero esto también fue prohibido en 1994. Entre la pérdida de ingresos y la necesidad de reemplazar el valor nutricional del bacalao con artículos comestibles adicionales, muchos en Terranova tuvieron dificultades financieras. Martin, aunque consciente de la importancia ambiental de la prohibición, se sintió decepcionado por la prohibición de la pesca recreativa, ya que obligó a las familias y comunidades a abandonar hábitos que abarcan generaciones por un nuevo estilo de vida.

## Trabajo medioambiental y premio

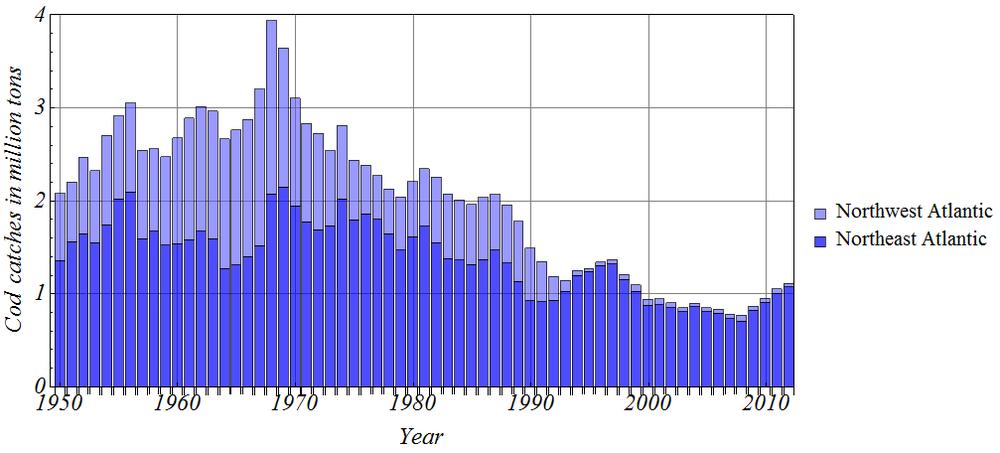
Gráfico, basado en datos de la FAO, de las capturas de bacalao en el Atlántico Norte durante el período 1950-2012

Antes y después de la moratoria, Martin se propuso dar a conocer su experiencia y la mala gestión de la industria del bacalao con la esperanza de que otros ecosistemas marinos pudieran conservarse mejor. Compartió las lecciones aprendidas en Alaska, Nicaragua, Nueva Zelanda y Eritrea. También estableció analogías entre la sobrepesca de bacalao y la tala de bosques primarios de la costa oeste. Fue detenido cerca de Clayoquot Sound por participar en un bloqueo contra las talas en 1993.
Ayudó a fundar Fishers Organized for the Revitalization of Communities and Ecosystems (FORCE), que contó con el apoyo de las Naciones Unidas. También trabajó en la Encuesta Sentinel para estudiar las poblaciones de bacalao y si la devastación podría haberse evitado. Actuó como coordinador del Caucus Oceans de Terranova y Labrador durante un año. Ha criticado abiertamente el uso de redes de arrastre.
Martin recibió el premio medioambiental Goldman en 1999 después de ser nominado por el Sierra Club de Canadá en reconocimiento a su defensa para salvar a la industria del bacalao de la sobrepesca y las prácticas comerciales nocivas como la pesca de arrastre. Tenía la intención de usar el dinero del premio para pagar las deudas contraídas por la prohibición, mantener a sus cuatro hijos y contribuir a la caridad. Se alegró de que la causa pudiera ganar credibilidad a través de su premio.
A partir de 2012, el bacalao seguía siendo escaso y los ambientalistas recomendaron que se tomaran medidas similares también en la costa este de los Estados Unidos a pesar de las posibles repercusiones económicas. Si bien los mariscos han reemplazado al bacalao como mercado principal, los pescadores canadienses tienen más cuidado de mantenerse dentro de los límites de captura recomendados para preservar poblaciones saludables y sostenibles. El propio Martin pasó a pescar cangrejos. Es optimista de que las poblaciones de bacalao se estén recuperando lentamente.